# عيال بحر (مسلسل)
عيال بحر مسلسل كوميدي سعودي من تأليف واشراف عام (خالد الحربي)
إخراج (اشرف سالم). 

## القصة
بعد تعرض رب الأسرة لضائقة مالية شديدة تظهر حقيقة أفراد الأسرة، فلقد بدأ الأغلبية في اللهث للنجاة بانفسهم من الكارثة دون أن يفكروا في إنقاذ الأسرة. ففي كل حلقة يتعرض عيال بحر لموقف أو حدث يؤكد دائما أن المادة أصبحت كل شيء وأصبحت الغاية ولم تعد الوسيلة!!
ومن خلال هذا الإطار العام يناقش المسلسل بعض القضايا الاجتماعية الهامة في حياة عيال بحر، كالطلاق، والعنوسة، وعدم رعاية كبار السن، والنظرة الدونية لبعض المهن، وقيمة العمل، واللجوء للمشعوذين، ومشاكل التعليم، ومعاملة الخدم، والنفاق الاجتماعي، والرشوة، وغيرها من القضايا.

## طاقم العمل
- خالد الحربي (سامي)
- عبد المحسن النمر (بشار)
- علي السبع (عبد الرزاق الأب)
- سعاد علي (سعاد الام)
- منى شداد (كريمه)
- اميره محمد (عهود)
- عبد الله المزيني (الجد)
- الجيران لطيفه المجرن (امينه العمه)
- سمير النصر (سعد الخال)
- الفت امام (الدكتورة)
- حسن عبد الفتاح (الدكتور)
- فؤاد بخش (بوبدر).